# Parabolflyvning
Parabolflyvning er flyvning i en bane, der svarer til en kasteparabel. Parabolflyvning er en metode til at opnå vægtløshed inden for Jordens atmosfære. Dette opnås ved at lade et fly følge en kasteparablens bane. Ved nedstigningen oplever passagererne i flyet vægtløshed i ca. 20-25 sekunder. Disse flyvninger foretages med en modificeret Airbus A300.